# 油价

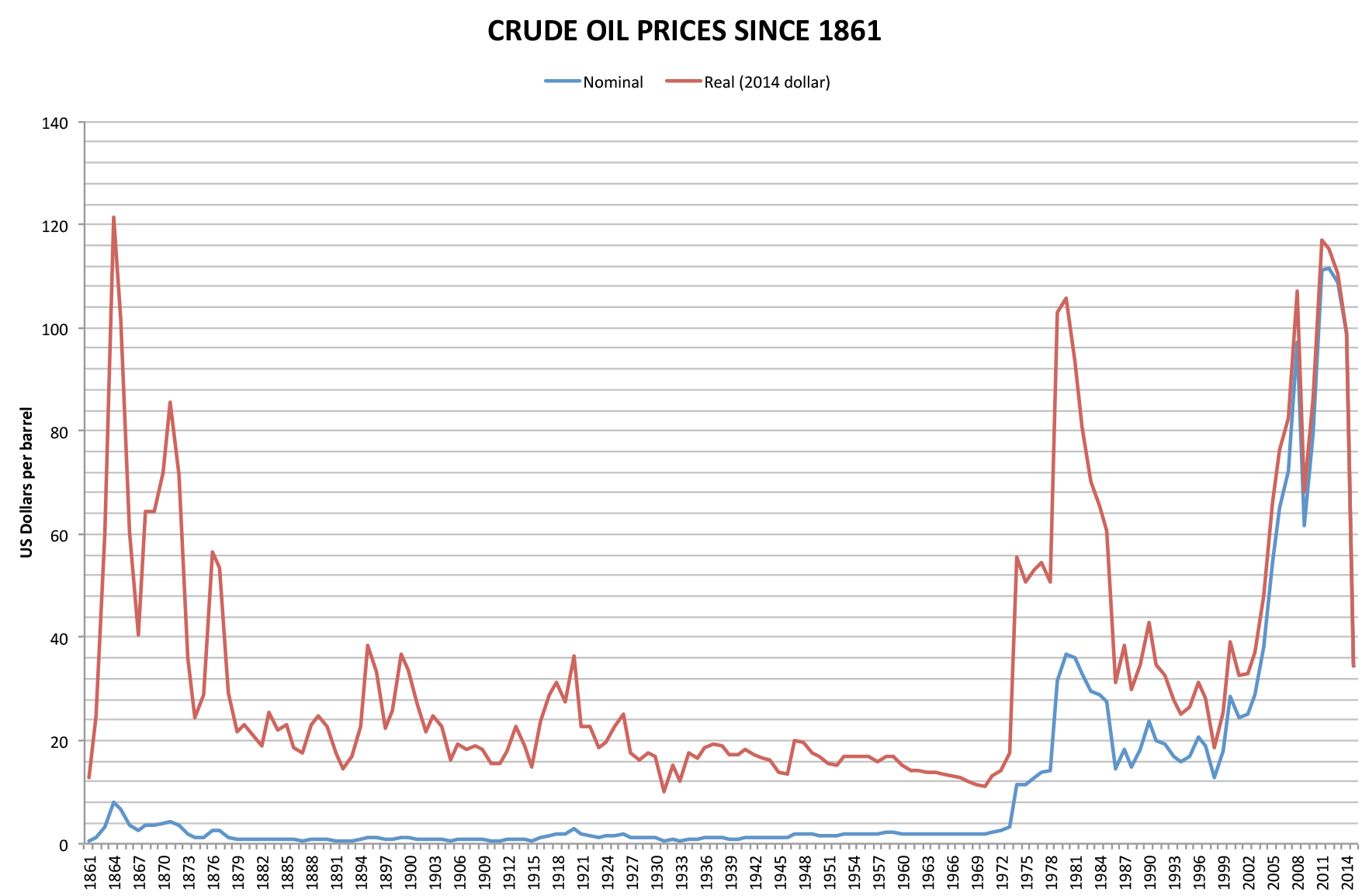
1861年及以後的油價（1861–1944年為平均美國原油、1945–1983年為阿拉伯輕質原油、1984年及以後是布伦特原油），紅色是考慮通貨膨脹的調整，藍色是調整前的數值。因為匯率的變動，紅線只考慮美國消費者的價格體驗（線性曲線）

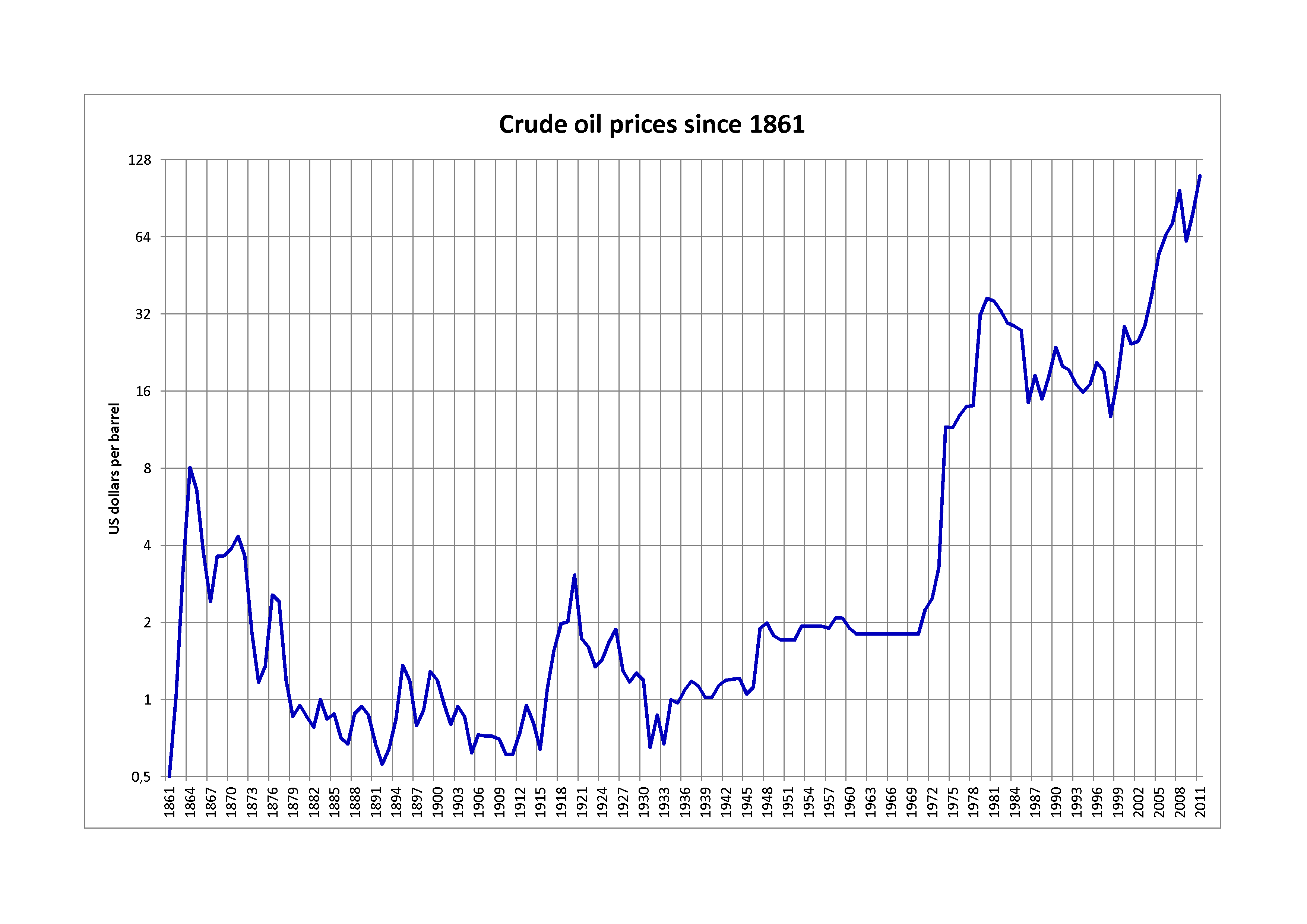
1861–2011年，不考慮通貨膨脹調整的長期油價（指數曲線）

1987年5月以後的布伦特原油現貨油價，因為匯率的變動，其中實際油價的線只針對美國以及和以固定匯率制，匯率和美國同步變動的國家

原油價格，是一種石油現貨交易時所使用的價值度量，是一桶标准原油的價格。
最主要的原油油價指標有：西得克萨斯中间基原油（WTI）、北海布蘭特原油及杜拜原油。
原油價格和其等級高度相關，等級會依照其比重（或API比重）、其含硫量及其出產地點有關。其他常見的原油價格有馬來西亞的塔皮斯原油（Tapis）、OPEC原油價格、阿格斯含硫原油价格指数（ASCI）等。美國能源情報署（EIA）整理進口精煉原油的價格，加權平均後得到「世界原油價格」。
原油需求和世界整體經濟條件有高度的相關性，根據國際能源署的資料，高油價會對全球經濟成長有相關負面的影響。

## 标准原油油價
早期的油價是由OPEC控制其售價，但OPEC在1985年已無法控制油價，後來有一小段時間實驗性的使用倒求净价法（netback pricing）後，後來產油國採用與市場連結的定價機制。市場連結的定價機制最早是由墨西哥石油公司在1986年提出，在1988年開始廣為接受，之後成為國際原油交易的價格基準。 目前常用的油價有西得克萨斯中间基原油（WTI）、北海布伦特原油及杜拜原油。
在北美的标准原油油價會以西得克萨斯中间基原油（WTI）現貨價格為準，是原油定價的基準，以及紐約商品期貨交易所原油期貨合約的標的商品。西得克萨斯中间基原油屬低硫的輕原油，比布伦特原油要輕，含有0.24%的硫，也比布伦特原油要少，其特性及油田位置都適合在美國進行精煉，大部份是在美國中西部或是墨西哥灣地區。西得克萨斯中间基原油的API比重為39.6（約對應比重0.827）。
在交易時原油是以一桶（159公升）為單位，在紐約商品期貨交易所（NYMEX）交易的是西得克萨斯中间基原油（WTI），以運送到俄克拉何马州库欣的價格為準，库欣是運到墨西哥灣石油供應商的主要石油枢纽，也是北美最重要的石油交易枢纽。
若在洲际交易所集团（ICE）交易原油，則是交易布伦特原油，運送到蘇格蘭的薩洛姆灣。

## 石油输出国组织（OPEC）
石油输出国组织（OPEC）是在1960年代成立，試圖對抗跨國石油企業壟斷利益集團，跨國石油企業在1927年红线协定及1928年愛克納凱利協定起就一直控制油價，油價在1972年前就相當穩定。

## 歷史

### 1999年以前的油價
1999年以前，有關油價的重大事件有：
- 1967年石油禁運（英语：1967 Oil Embargo）：因以色列和中東阿拉伯國家的第三次中東戰爭，中東國家制裁支持以色列的西方國家，有三個月的石油禁運。
- 1973年第一次石油危機：由於1973年10月第四次中東戰爭爆發，中東國家制裁支持以色列的西方國家，宣佈禁運石油，油價由3美元漲到接近12美元。
- 1979年第二次石油危机：由於1979年起伊朗爆發伊斯蘭革命，而後伊朗和伊拉克爆發，油價由14美元漲到35美元。
- 1980年代原油過剩：在1970年代能源危機後，因原油需求下降造成的原油過剩，油價由1980年的35美元，降到1986年的27美元。
- 1990年第三次石油危机：由於1990年至1991年的美國等國和伊拉克發生的波斯灣戰爭，三個月內油價由14美元漲到40美元。

### 1999年至2014年的油價

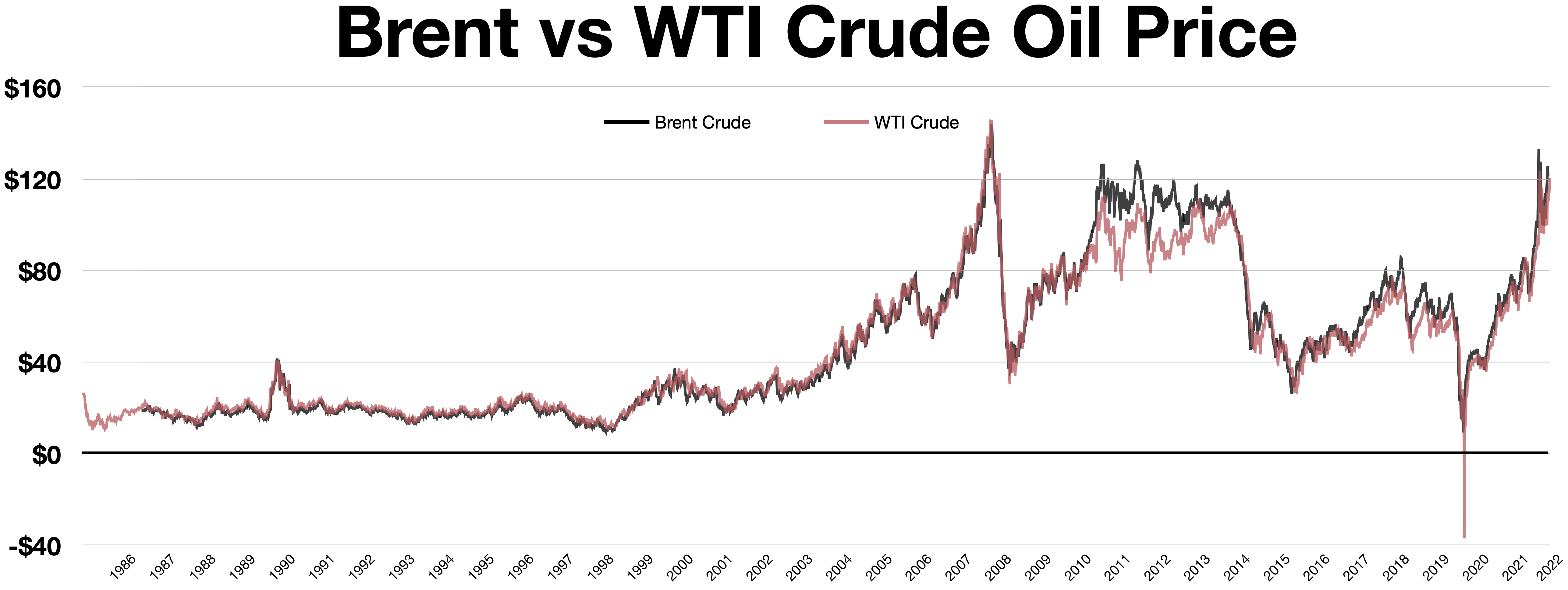
布蘭特原油
西德克薩斯中間基原油

油價在1999年至2008年中有顯著的上漲，原因一般解讀為中國及印度等國原油需求的提升。在2007年–2008年環球金融危機中，油價最高曾在2008年7月達到每桶美金145元，也是創紀錄的最高油價。商業週刊報導（2008-06-27），2008年以前油價的上漲讓一些評論家認為，上漲某程度是因為期貨市場的投机心理。
2008年12月開始，之後就有明顯的下降。2008年12月23日，WTI油價掉到每桶美金30.28元，是自從2007年–2008年環球金融危機以來的最低點。在金融危機後，油價又迅速的提昇，在2009年時到達每桶美金82元。在2011年1月31日，因為2011年埃及革命的影響，布伦特原油價格到達每桶100美元，是2008年10月以來的第一次，之後的三年間，油價多維持在每桶90元–120元之間。

### 2014年-2019年
在2014年中，油價開始下跌，原因是美國產油量的增加，以及發展中國家需求的下降。
在2015年1月，布蘭特原油及西德克萨斯中间基原油（WTI）都跌到每桶50元。2015年3月中西得克萨斯中间基原油降到每桶44美元，布伦特原油則降到每桶54美元。
由於持續的供過於求，WTI在16年1月20日跌至26.55美元的十年低位。

### 2020年負油價
《紐約時報》在2020年3月6日報導說：“隨著金融市場對冠狀病毒傳播的另一波擔憂，石油價格急劇下跌。”IHS市場報導稱，“ Covid-19需求衝擊”代表的收縮程度要比2000年代末和2010年代初大蕭條時期經歷的收縮更大。
在新型冠狀病毒疫情期間，由於石油輸出國組織OPEC成員國沙烏地阿拉伯無法與非成員國俄羅斯就石油減產達成一致，沙烏地阿拉伯決定報復性增加石油開採量，因而引發了此次油價大幅下跌。2020年3月9日油價下跌了24%，更引起全球金融恐慌和股價暴跌，至4月10日起方同意減產20%。
由於2020年的冠狀病毒大流行以及石油價格戰，原油價格歷史上首次跌到負數。2020年4月20日，5月到期的西得克萨斯中间基原油期貨單日跌近300%，最低跌到每桶-40.32美元，收報-37.63美元。不過，布蘭特原油維持在每桶25美元，反映原油儲存設施不足及投機活動主要集中在美國。

## 原油及天然氣市場列表
原油是在商品市場中定價及交易，以下是原油及天然氣現貨及期貨市場的列表：
- 原油
  - Nymex的原油期貨
  - 布伦特原油現貨
  - WTI原油現貨
- 天然氣
  - Nymex Henry Hub（英语：Henry Hub）的期貨
  - Henry Hub現貨
  - 紐約市天然氣現貨

大部份的原油期貨是12個月以內交貨。

## 不同地區的產油成本比較
下表是以2014年11月28日發表的加拿大丰业银行研究报告及经济报告為準，由經濟學家Mohr比較在2014年秋天不同地區的產油成本。
| 地區                                       | 在2014年秋天產油的成本 |
| 沙烏地阿拉伯                               | 每桶10–25美元          |
| 加拿大艾伯塔省和不列颠哥伦比亚省           | 每桶46美元             |
| 加拿大萨斯喀彻温省的巴肯                   | 每桶47美元             |
| 艾伯塔省Lloyd & Seal傳統重質原油           | 每桶50美元             |
| 加拿大艾伯塔省和萨斯喀彻温省，傳統輕質原油 | 每桶58.50美元          |
| 美国内布拉斯加州，页岩                     | 每桶58.50美元          |
| 艾伯塔省 SAGD 沥青                         | 每桶65美元             |
| 北达科他州巴肯，页岩                       | 每桶54–79美元          |
| 德州二叠纪盆地，页岩                       | 每桶59–82美元          |
| 遗留的油砂礦                               | 每桶53美元             |
| 新的油砂开采和基础设施                     | 每桶90美元             |

上述的分析不考慮初期的探戡，地質資料及基礎設備成本，一般將這些視為沉没成本，大約相當每桶5-10美元，不過仍有地區性的不同。若再考慮特許費，這部份在艾伯塔省和萨斯喀彻温省較有利。

## 對未來油價的預測
石油頂峰是指石油提炼量到達最大值的期間，之後的石油提炼量就會下滑。這和長期的石油供給減少有關，若同時間又有需求量的上昇，則全球石油及其衍生產品的價格會大幅提昇。
美國能源部在赫希报告中提出：「有關石油頂峰衍生的問題不只是暫時性的問題，而且過去的『能源危機』可以參考的資訊相當有限」。2014年联合国世界经济形势与展望报告指出：「2013年上半年的油價，除了在1月及2月伊朗的地緣政治衝突時有突然上漲外，其餘時間是下滑的，而整體石油需求量的下降和全球經濟成長率的減速有關」。

## 油價對經濟的影響
油價明顯的上漲及下跌都會對經濟及政治帶來影響，例如1985-1986年的油價下跌就認為是導致蘇聯解體的主要原因之一。
油價下跌會對消費者導向的股價有幫助，但不利於原油相關產業的股價。估計若
油價下跌，S&P 500（标准普尔500指数）會下降17-18%。
若油價下跌，對於日本、中國、印度等油品進口國有利，但不利於油品出口國。一篇彭博新聞社的報導提到，英國經濟研究機構牛津經濟公司的分析若油價從$84降至$40時，對世界各國GDP成長率的影響，印度、美國及中國會成長0.5%至1.0%，沙烏地阿拉伯和俄羅斯則會下滑超過3.5%。若油價穩定在$60，全球經濟成長率會成長0.5%。
Katina Stefanova認為油價的下滑和經濟衰退及股價的下跌沒有關係。嘉信理財集團的首席投资策略师Liz Ann Sonders曾提到油價下滑對於消費者及能源產業以外的企業是有幫助的，而這些企業是佔美國經濟的大部份，其正面影響會超過能源產業對整體經濟的負面影響。
對產油國而言，油價高低象徵預算平衡的指標，下表代表各產油國的要達到預算平衡所需要的油價及依賴程度：
| 產油國家         | 預算平衡時油價（美元，2015） | 石油依存比率（％） | 附註 |
| ---------------- | ---------------------------- | ------------------ | ---- |
| 利比亞           | 184.10                       |                    | OPEC |
| 沙特阿拉伯       | 106.00                       | 88                 | OPEC |
| 伊朗             | 130.70                       | 30                 | OPEC |
| 挪威             | 40.00                        |                    |      |
| 伊拉克           | 100.60                       |                    | OPEC |
| 厄瓜多尔         | 79.70                        |                    | OPEC |
| 委內瑞拉         | 117.5                        | 96                 | OPEC |
| 哥倫比亞         | 172                          |                    |      |
| 阿拉伯联合酋长国 | 77.3                         | 49                 | OPEC |
| 科威特           | 54                           | 90                 | OPEC |
| 阿曼             | 110                          | 75                 | OPEC |
| 巴林             | 127                          |                    |      |
| 卡塔尔           | 60                           | 95                 | OPEC |
| 阿尔及利亚       | 118                          |                    | OPEC |
| 奈及利亞         | 119                          | 70                 | OPEC |
| 安哥拉           | 98                           |                    | OPEC |